# Paramphiascopsis giesbrechti
Paramphiascopsis giesbrechti är en kräftdjursart som först beskrevs av Georg Ossian Sars 1906.  Paramphiascopsis giesbrechti ingår i släktet Paramphiascopsis och familjen Diosaccidae. Inga underarter finns listade i Catalogue of Life.